# 丹戎布拉港
丹戎布拉港，原名基營港（Pelabuhan Kijing），是位於印尼西加里曼丹省喃吧哇縣一座建設中的港口，為印尼國際港口之一，同時將成全加里曼丹島最大的現代化港口。丹戎布拉港的建設在世界貿易中發揮著重要作用，這是中央政府建設港口的原因之一，另一個原因是溝槽深度，而港口的位置很戰略因為接近新加坡、馬來西亞、汶萊、泰國、中國、台灣等東南亞以及東亞國家。港口碼頭第一期工程的建設將於2019年底完成。

## 名稱
該港原名是基營港，應西加里曼丹省省長蘇達米吉的要求下，基營港改名為丹戎布拉港，名稱取自以前在西加里曼丹的丹戎布拉王國（Kerajaan Tanjungpura）。

## 外部連結
- Pelabuhan Kijing Bakal Jadi Pelabuhan Modern Terbesar di Kalimantan（页面存档备份，存于）, detik.com